# Wadati-Benioff-Zone

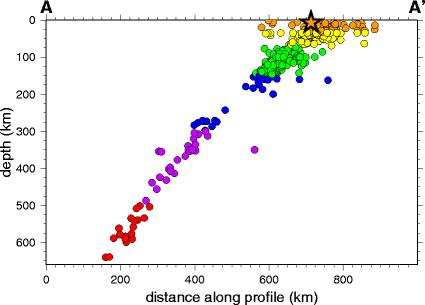
Ein Profil durch den Kurilengraben stellt die Wadati-Benioff-Zone des Grabens dar, in der bis in großen Tiefen Erdbeben-Hypozentren auftreten, die entlang der hier im Winkel von rund 45° subduzierten Tektonischen Platte liegen. Der Stern oben markiert das Hypozentrum des Erdbebens vom 15. November 2006.

Wadati-Benioff-Zonen (in der älteren Literatur meist Benioff-Zonen genannt) werden durch die abtauchende Platte bei einer Subduktion gebildet. Sie sind gekennzeichnet durch immer tiefer reichende Hypozentren von Erdbeben. Die Entdeckung dieser Zonen war ein weiteres Indiz für die Theorie der Plattentektonik. Entdeckt wurden sie unabhängig voneinander von dem US-amerikanischen Seismologen Hugo Benioff (1955) und seinem japanischen Kollegen Kiyoo Wadati (1927–1935) und später nach ihnen benannt.
In Wadati-Benioff-Zonen werden Erdbebenherde bis in 700 km Tiefe nachgewiesen, wobei die Herde auf einer geneigten Fläche angeordnet sind. Die Erdbebenherde zeichnen die Lage der in den Erdmantel absinkenden, subduzierten tektonischen Platte nach. Das im Gegensatz zum Oberen Mantel relativ kühle Material der abtauchenden Platte bewahrt lange Zeit seine Fähigkeit, die durch die Subduktion entstehenden Spannungen im Gestein durch Sprödbruch abzubauen, was sich jedes Mal in einem Erdbebenereignis zeigt.
Ein weiteres Merkmal von Wadati-Benioff-Zonen ist die Anomalie der geothermischen Tiefenstufe. Durch das sich nur langsam erwärmende Gestein der subduzierten Platte kommt es zu geringeren Temperaturen, als für diese Tiefen wegen der Nähe zum Erdmantel zu erwarten wären.

## Vorkommen
Wadati-Benioff-Zonen treten überall dort auf, wo Subduktionszonen ausgebildet sind, neben dem abgebildeten Kurilengraben zum Beispiel an der Westküste Amerikas und rund um den Pazifik. Die Erdbebenzonen sind dort entsprechend der Subduktionsrichtung – die ozeanische Kruste des Pazifischen Ozeans ist die Unterplatte und wird subduziert – vom Ozean zum Kontinent hin geneigt oder tauchen unter einen Inselbogen ab.

## Vulkanismus

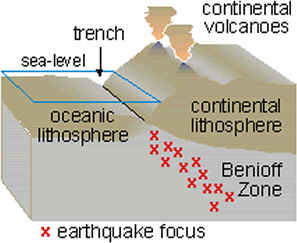
Prinzipdarstellung einer Subduktionszone mit der Wadati-Benioff-Zone und dem aktiven Kontinentalrand mit einem magmatisch/vulkanischen Bogen (continental volcanoes)

Durch die Aufheizung der abtauchenden Platte und Erhöhung des Umgebungsdrucks kommt es an der abtauchenden Platte zu Mineralumwandlungen (Metamorphose). Dabei werden volatile Stoffe frei, unter anderem Wasser, die durch ihre geringere Dichte eine Wegsamkeit in Richtung Oberfläche finden. In der Oberplatte führt die Anwesenheit von Wasser zu einem geringeren Schmelzpunkt des Gesteins und begünstigt daher lokal Bildungen von Schmelzen (Magma). Diese Magmen steigen auf und führen an der Oberfläche zu Vulkanismus, damit bildet sich oberhalb der Wadati-Benioff-Zone ein magmatisch/vulkanischer Bogen (continental volcanoes). Siehe auch Backarc-Becken.